# Wilde Loge
Als wilde Loge oder auch Winkelloge wird eine sich selbst so bezeichnende Freimaurerloge genannt, die sich einer Kontrolle der Einhaltung freimaurerischer Gesetzgebung (Konstitution) durch eine Großloge entzieht. Der Begriff Freimaurerloge ist gesetzlich nicht geschützt: Häufig werden unter dieser Bezeichnung Organisationen eigener Zielsetzung mit zum Teil veränderten, aber auch bekannten Ritualen gegründet, ohne eine Anerkennung durch die weltweite Freimaurerei erlangt zu haben.
„Ohne Patent einer Großloge (bzw. Obersten Rates) gibt es keine Regularität, ebensowenig als es unabhängige Logen aus eigener Machtvollkommenheit einzelner Freimaurer geben kann.“ Eine Freimaurerloge benötigt nicht zwingend ein Patent einer Großloge, die von der Vereinigten Großloge von England anerkannt ist. Zwar ist ein Kennzeichen für die Regelmäßigkeit einer Großloge ihre stammbaumartige Verknüpfung mit der Vereinigten Großloge von England, eine Voraussetzung ist dies jedoch nicht. Obwohl der Begriff der Winkelloge im Deutschen eine besondere Schärfe besitzt und auf Winkeladvokat/Winkelschreiber anspielt, ist paradoxerweise der Winkel in der Freimaurerei zugleich das „Symbol der Gewissenhaftigkeit, das die menschlichen Handlungen nach dem Gesetz der Rechtwinkeligkeit, d. h. nach Recht, Gerechtigkeit und Menschlichkeit ordnet und richtet, auf daß dieselben immer regelrecht seien und sich innerhalb der rechten Schranken der göttlichen und menschlichen Gesetze halten.“

## Geschichte
„Gemäss dem uralten Gebrauch der Maurerbrüderschaft, wonach fünf Brüder eine Loge bilden und Aufnahmen machen können, hätten viele der sogenannten Winkellogen in die Reihe der rechtmäßig arbeitenden versetzt werden müssen, während andre, von weniger als fünf Brüdern errichtet, nie hätten rechtmäßig anerkannt werden dürfen. Nach Errichtung der ersten Grossloge legte sich diese in der Alten Verordnung VIII [der „General Regulations“ von James Anderson von 24. April 1723] das Recht bei, allein Logen errichten zu dürfen, und erklärte alle, die dennoch solche errichteten, für Rebellen, bis sie sich ihr unterwürfen. Es führte diese Willkürmassregel bald zu Streitigkeiten und endlich zur Errichtung einer zweiten Grossloge, deren Mitglieder sich ‚alte Freimaurer‘ nannten. Mit Missachtung des Alten Gesetzes gab die erstere Grossloge Patente zur Errichtung von Logen sogar an einzelne Brüder, ohne sich darum zu kümmern, ob jenes erste Erfordernis, nämlich die Zahl von fünf Brüdern vorhanden war. In Deutschland legten sich verschiedene Logen mit Recht oder Unrecht dasselbe Konstitutionsrecht bei und erklärten ebenso wie in England diejenigen für Rebellen, die nicht ihre Autorität anerkannten.“